# Ansu Fati
Anssumane Fati Vieira (Bissau, 2002. október 31. –), közismert nevén Ansu Fati, bissau-guineai származású spanyol válogatott labdarúgó, csatár. A Ligue 1-ben szereplő Monaco játékosa kölcsönben az FC Barcelona-tól.
2019 és 2020-ban is jelölték a rangos Golden Boy-díjra, első évben hatodik, a következő évben második helyen végzett.

## Pályafutása

### Korai évek
Bissau-Guinea fővárosában született, de hatéves korában a spanyolországi Herrera városába költözött családjával  és a város csapatában ismerkedett meg a labdarúgás alapjaival. 2010 és 2012 között a Sevilla akadémiájának tagja volt, majd innen a Barcelona korosztályos csapataihoz távozott.

### FC Barcelona
2019. március 24-én nevezték először a B csapatban a CD Ebro elleni 1–0-ra megnyert mérkőzésre, de nem kapott játéklehetőséget.
Július 24-én aláírta első profi szerződését a katalán klubbal, a kontraktus 2022 nyaráig szól.

#### 2019–2020
Augusztus 25-én mutatkozott be a Barcelona első csapatában a Real Betis ellen 5–2-re megnyert spanyol bajnoki mérkőzés 78. percében, Carles Pérez cseréjeként. A Barcelona történetének második legfiatalabb játékosaként lépett pályára 16 évesen és 298 naposan.
Kevesebb mint egy héttel később, augusztus 31-én megszerezte az első gólját, Carles Pérez beadását követően fejjel juttatta a labdát a kapuba a CA Osasuna elleni 2–2-es mérkőzésen. Ezzel ő lett a csapat történetének legfiatalabb gólszerzője, egyben a harmadik legifjabb, aki valaha is gólt szerzett a spanyol élvonalban.
Szeptember 14-én először volt kezdő bajnoki mérkőzésen és a 111. másodpercben megszerezte a második gólját, és öt perccel később egy gólpasszt is kiosztott amit Frenkie de Jong értékesített a Valencia CF elleni mérkőzésen. Ezzel újabb rekordot írt át, ő lett a Barcelona és a spanyol élvonal legfiatalabb játékosa, aki egy meccsen gólt lőtt és gólpasszt is jegyzett.
Szeptember 17-én Ernesto Valverde bizalmat szavazott neki a Bajnokok Ligájában is. A Borussia Dortmund elleni idegenbeli összecsapáson az 59. percben Lionel Messi váltotta. Ezzel egy újabb rekordot állított fel, ő lett a Barcelona legfiatalabb játékosa aki pályára lépett a legrangosabb kupasorozatban. December 10-én egy újabb rekordot állított be; 17 évesen és 40 naposan ő lett a Bajnokok Ligája legfiatalabb gólszerző játékosa, ezzel a gánai Peter Ofori-Quaye-t előzte meg. Miután a 85. percben játéklehetőséget kapott, két perccel később pedig megszerezte a vezetést csapatának az  Internazionale elleni 2–1-re megnyert mérkőzésen.
2020. január 9-én a szuperkupában is bemutatkozott a 88. percben Frenkie de Jongot váltva, az Atlético de Madrid elleni 3–2-re elvesztett, Szaúd-Arábia-ban megrendezett kupameccsen.
Egy kis érdekesség, hogy ebben a kupasorozatban is legfiatalabbként debütált, 17 évesen és 70 naposan.
Február 2-án újra a legfiatalabb játékos lett, aki egynél több gólt lőtt egy bajnoki mérkőzésen, ezt a rekordot az Levante UD elleni 2–1-s mérkőzésen állította be.
Július 5-én a Villarreal CF elleni 4–1-es mérkőzésen, az utolsó gólt ő szerezte, és ezzel a találatával, csapata történetének 9000. gólját szerezte meg.

#### 2020–2021
2020. szeptember 23-án szerződést hosszabbított a klubbal, amely többek között a kivásárlási záradékát is tartalmazza. Sőt ettől a szezontól hivatalosan is a felnőtt csapat játékosa lett, a 22-es mezszámot fogja viselni, amelyben az előző két szezonban Arturo Vidal játszott.
Négy nappal a szerződéshosszabbítása után, szeptember 27-én kezdőként lépett pályára a Villarreal CF elleni 4–0-s hazai bajnoki mérkőzésen. Kevesebb mint 20 perc alatt kétszer is gólt szerzett, később pedig egy tizenegyest is kiharcolt. Ez volt a csapat első tétmérkőzése ebben az idényben.
Október 1-jén a soron következő Celta de Vigo idegenbeli 0–3-s mérkőzésen a csapat első gólját ő szerezte a 11. percben. A következő két bajnokin a Sevilla FC és Getafe CF ellen is játéklehetőséget kapott.
Október 20-án a Ferencváros elleni 5–1-s találkozó 42. percében, megszerezte a Bajnokok ligájában az idei első gólját. Ezzel Pedri-vel történelmet írtak, ugyanis egy mérkőzésen két 17 éves gyermek/játékos gólt szerzett a Bajnokok Ligájában. Erre még sohasem volt példa.
Október 24-én gólt szerzett a 8. percben a Real Madrid CF elleni 1–3-s hazai összecsapáson. Ezzel az El Clásicok  21. századának legfiatalabb gólszerzője lett; 17 évesen és 359 naposan. Így nem sikerült Alfonso Navarro történelmi rekordját megelőznie, ami 17 év 356 nap.
November 7-én a Real Betis elleni bajnoki első félidejében térdsérülést szenvedett. A klub közleménye szerint a bal térde belső oldalán található meniszkusza sérült meg. Két nappal később megműtötték, és a klub körülbelül 4 hónapra jósolja a felépülési idejét.

#### 2021–2022
2021. augusztus 5-én kilenc hónap sérülés után végzett újra egyéni edzést. Pár héttel később, augusztus 24-én már a csapattal edzett. Ettől az idénytől megörökölte Lionel Messi legendás 10-es mezszámát.
Szeptember 26-án azaz 10 hónap és 19 nap kihagyás után ismét visszatért a pályára, a Levante UD elleni 0–3-s bajnoki mérkőzésen. Ahol az utolsó pillanatokban megszerezte a találkozó utolsó, és az idényben első gólját. Október 17-én a Valencia elleni 3–1-s hazai találkozón assziszttal, majd góllal volt eredményes.
Október 20-án további 6-évre azaz 2027-ig meghosszabbították a szerződését, mely 1 milliárd eurós kivásárlási záradékot tartalmazott.
November 2-án pedig 50. alkalommal lépett pályára a Barca színeiben és győztes gólt szerzett a Dinamo Kijiv elleni 1–2–s BL-mérkőzésen. A Rayo Vallecano és a Deportivo Alavés elleni mérkőzéseket térdsérülés miatt kihagyta. November 6-án szerezte a következő gólját a Celta de Vigo elleni 3–3-s döntetlenen az 5. percben.
Több mint egy hónapos combhajlítóizom-szakadás után tért vissza a pályára a Real Madrid elleni 2–3-ra elvesztett Szuperkupa találkozón, a 66. percben állt be Luuk de Jong-ot váltva, majd a 83. percben Jordi Alba beadását fejjel váltotta gólra.
Május 1-jén több mint három hónapos sérülés után lépett újra pályára az RCD Mallorca elleni 2–1-s hazai bajnokin. A következő héten gólt szerzett a Real Betis elleni 1–2-s idegenbeli mérkőzésen.

#### 2022–2023
Az idény első mérkőzésén a bajnokság nyitófordulójában lépett pályára a Rayo Vallecano elleni gólnélküli találkozón, a következő fordulóban gólt, és két asszisztot jegyzett a Real Sociedad vendégeként, a mérkőzés 79. percében volt eredményes, amivel beállította 4–1-s végeredményt.
Szeptember 7-én a cseh Viktoria Plzeň ellen kezdte meg BL -ben szereplését, az idény során először lépett pályára kezdőként, három nap múlva a Cádiz ellen megszerezte idénybeli második gólját. Október 1-jén gólpasszt jegyzett az Mallorca elleni 1–0-s meccsen. Október 16-án játszotta 50. La Liga mérkőzését egy 3–1-re elvesztett El Clásico összecsapáson a Real Madrid vendégeként. A következő fordulóban a Villarreal elleni 3–0-ra nyert bajnokin a harmadik találatát szerezte az idényben.
2023. január 4-én szerezte karrierje első gólját a Copa Del Reyben az Intercity vendégeként, a 4–3-ra megnyert találkozón a 2×15 perces hosszabbításban volt eredményes a 104. percben, ezzel a góllal továbbjuttatta csapatát a nyolcaddöntőbe. Január 12-én gólt szerzett, később továbbjutottak a Supercopa döntőjébe, miután büntetőpárbajjal 6–4-re legyőzték a Real Betis együttesét. Három nappal később kupagyőztes lett, miután a Real Madrid ellen 3–1-s győzelmet arattak, Ansu az utolsó egy percben lépett pályára. Január 19-én második gólját szerezte a Copa del Reyben a Ceuta vendégeként a nyolcaddöntőben. Február 16-án az Európa Ligában karrierje során először lépett pályára, a Manchester United elleni 2–2-s play-off mérkőzésen. Április 16-án, 20 évesen és 167 naposan harmadik legfiatalabbként játszotta 100. mérkőzését a klub színeiben, a Getafe vendégeként 0–0-ra végződő bajnokin. Május 28-án a szezonban az 50. mérkőzésén duplázott a Mallorca elleni 3–0-s bajnokin, az első félidőben a 48. másodpercben és a 24. percben volt eredményes. Június 4-én, az idény a Celta Vigo elleni 2–1-es vereséggel ért véget, melyen a 79. percben megszerezte csapata szépítő gólját.
2025. július 1-jén a monacoi kölcsönszerződése előtt, a klub meghosszabbította 2028 nyaráig a szerződését.

#### Brighton Hove & Albion(kölcsön)
2023. szeptember 1-jén kölcsönvették az FC Barcelona együttesétől, opciós jog nélkül.
Szeptember 16-án debütált a Manchester United vendégeként 3–1-es győztes mérkőzésen, a 64. percben csereként lépett pályára Adam Lallana-t váltva.
Szeptemberben két kupameccsen is pályára lépett, előbb nemzetközi porondon az AEK Athén elleni 3–2-re elvesztett Európa-liga mérkőzésen, majd hat nappal később a Chelsea vendégeként az EFL Kupában.
Az ötödik mérkőzésén szerezte meg első gólját a klub színeiben, az Aston Villa vendégeként elvesztett 6–1-es bajnokin. Október 21-én a Manchester City elleni 2–1-re elvesztett bajnokin, és 5 nappal később az Ajax elleni 2–0-ás győztes EL-mérkőzésen mindkét esetben a végső gólokat szerezte, a visszavágón a mérkőzés vezetőgólját szerezte, és a második félidő 53. percében gólpasszt készített elő a 2–0-ra megnyert kupameccsen.
2024. február 28-án mutatkozott be az angol kupában, a Wolverhampton Wanderers ellen elveszenvedett 1–0-ás vereség során. Május 19-én játszotta utolsó mérkőzését, a Manchester United ellen.[forrás?]

#### AS Monaco(kölcsön)
2025. július 1-jén kölcsönbe szerződtette a francia élvonalban szereplő együtteshez a 2025–2026-os idényre vételi opcióval.

## Válogatott karrier

### Spanyolország

#### U21
2019 októberében Luis de la Fuente nem válogatta be a 23-fős keretbe, majd október 11-én korábbi klubtársa, Carles Pérez sérülése miatt először hívták be a csapatba, azaz a Montenegró elleni U21-s EB-selejtező mérkőzésre. Csereként 10 perc játéklehetőséget kapott Marc Cucurella helyett, a 0–2-s idegenbeli találkozón. Így 16 évesen és 349 naposan második legfiatalabb játékosa lett a csapatnak. A csúcstartó, Bojan Krkićtől; 2 hónap és 6 nappal maradt el. Következő, s egyben utolsó mérkőzése november 14-én volt az Észak-Macedónia elleni 3–0-s hazai találkozón. A második félidő elején Alejandro Pozot váltotta.

#### A felnőttcsapatban
2020. augusztus 20-án meghívót kapott Luis Enrique szövetségi kapitánytól, a 2020–21-es Nemzetek Ligája első két mérkőzésére.
Szeptember 3-án debütált is a Németország elleni vendégbeli 1–1-es mérkőzésen, csereként a második félidő 46. percében Jesús Navas-t váltotta. Ezzel ő lett a válogatott történelmének harmadik legfiatalabb játékosa, 17 évesen és 308 naposan.
Szeptember 6-án azaz 3 nappal később először lépett kezdőként pályára, majd a 32. percben megszerezte első gólját, 17 évesen és 311 naposan az Ukrajna elleni hazai 4–0-ás mérkőzésen és ezzel a spanyol labdarúgó válogatott legfiatalabb gólszerzője lett. Juan Errazquin Tomás (18 év és 344 nap) 95-éves rekordját írta felül.
2022. november 11-én Luis Enrique nevezte a csapat 26-fős keretébe a 2022-es katari világbajnokságra.
November 17-én több mint két év után ismét pályára lépett, és megszerezte második gólját a nemzeti csapatban a Jordánia elleni 1–3-s felkészülési mérkőzésen, a találkozó nyitógólját szerezte a 13. percben.
Az első vb mérkőzését december elsején Japán ellen játszotta az E-csoport utolsó találkozóján, a 68. percben csereként klubtársát Gavi-t váltotta.
2023. június 15-én pályára lépett az UEFA Nemzetek Ligája kieséses szakaszának elődöntő mérkőzésén Olaszország ellen. A döntőben Horvátországot kapták ellenfélnek, ahol büntetőpárbajban 5–4-es arányú győzelmet arattak.

## Statisztika
2025. július 1-i állapot szerint.
| Klub               | Szezon           | Bajnokság        | Bajnokság | Bajnokság | Kupa  | Kupa  | Nemzetközi kupa | Nemzetközi kupa | Egyéb | Egyéb | Összes | Összes |
| Klub               | Szezon           | Liga             | Mérk.     | Gólok     | Mérk. | Gólok | Mérk.           | Gólok           | Mérk. | Gólok | Mérk.  | Gólok  |
| ------------------ | ---------------- | ---------------- | --------- | --------- | ----- | ----- | --------------- | --------------- | ----- | ----- | ------ | ------ |
| Barcelona          | 2019/20          | La Liga          | 24        | 7         | 3     | 0     | 5               | 1               | 1     | 0     | 33     | 8      |
| Barcelona          | 2020/21          | La Liga          | 7         | 4         | 0     | 0     | 3               | 1               | 0     | 0     | 10     | 5      |
| Barcelona          | 2021/22          | La Liga          | 10        | 4         | 1     | 0     | 3               | 1               | 1     | 1     | 15     | 6      |
| Barcelona          | 2022/23          | La Liga          | 36        | 7         | 5     | 2     | 8               | 0               | 2     | 1     | 51     | 10     |
| Barcelona          | 2023/24          | La Liga          | 3         | 0         | —     | —     | —               | —               | —     | —     | 3      | 0      |
| Barcelona          | 2024/25          | La Liga          | 6         | 0         | 1     | 0     | 4               | 0               | —     | —     | 11     | 0      |
| Barcelona          | Összesen         | Összesen         | 86        | 22        | 10    | 2     | 23              | 3               | 4     | 2     | 123    | 29     |
| Brighton (kölcsön) | 2023/24          | Premier League   | 19        | 2         | 1     | 0     | 6               | 2               | 1     | 0     | 27     | 4      |
| Brighton (kölcsön) | Összesen         | Összesen         | 19        | 2         | 1     | 0     | 6               | 2               | 1     | 0     | 27     | 4      |
| Monaco (kölcsön)   | 2025/26          | Ligue 1          | 0         | 0         | 0     | 0     | 0               | 0               | 0     | 0     | 0      | 0      |
| Monaco (kölcsön)   | Összesen         | Összesen         | 0         | 0         | 0     | 0     | 0               | 0               | 0     | 0     | 0      | 0      |
| KARRIER ÖSSZESEN   | KARRIER ÖSSZESEN | KARRIER ÖSSZESEN | 105       | 24        | 11    | 2     | 29              | 5               | 5     | 2     | 150    | 33     |

1. 1 2 3 4  Mérkőzése(i) a Bajnokok Ligájában.
2. 1 2 3  Mérkőzése(i) a Supercopa-ban.
3. ↑  A(z) Bajnokok Ligájában: hatszor, és a(z) Európa Ligában: kétszer lépett pályára
4. ↑  Mérkőzée(i) a(z) Európa Ligában
5. ↑  Mérkőzése(i) a(z) EFL-Cup-ban

### A válogatottban
2023. október 15-i állapot szerint.
| Spanyolország | Spanyolország | Spanyolország |
| Év            | Mérk.         | Gólok         |
| ------------- | ------------- | ------------- |
| 2020          | 4             | 1             |
| 2022          | 3             | 1             |
| 2023          | 3             | 0             |
| Összesen      | 10            | 2             |

## Sikerei, díjai
- Barcelona
  - La Liga: 2022/23[44], 2024/25[45]
  - Copa del Rey: 2024/25[46]
  - Supercopa: 2022/23

- Spanyolország
  - Nemzetek Ligája: 2022/23

### Közösségi platformok
- Ansu Fati az Instagramon
- Ansu Fati a Twitteren

### Egyéb weboldalak
- Ansu Fati adatlapja a(z) Brighton & Hove Albion weboldalán (angolul)
- Ansu Fati adatlapja a(z) Premier League weboldalán (angolul)
- Ansu Fati adatlapja a(z) FC Barcelona weboldalán (angolul)
- Ansu Fati adatlapja a(z) La Liga weboldalán (angolul)
- Ansu Fati adatlapja a Transfermarkt oldalon (angolul)
- Ansu Fati adatlapja a Soccerway oldalon (angolul)